# The Chick That Was Not Eggs-Tinct
The Chick That Was Not Eggs-Tinct è un cortometraggio muto del 1914 diretto da Hay Plumb.

## Trama
Un uomo, in cambio di una chioccia, vende al nipote delle uova marce.

## Produzione
Il film fu prodotto dalla Hepworth.

## Distribuzione
Distribuito dalla Hepworth, il film - un cortometraggio di 183 metri - uscì nelle sale cinematografiche britanniche nel maggio 1914.
Fu distrutto nel 1924 dallo stesso produttore, Cecil M. Hepworth. Fallito, in gravissime difficoltà finanziarie, Hepworth pensò in questo modo di poter almeno recuperare il nitrato d'argento della pellicola.